# 2004-es labdarúgó-Európa-bajnokság (selejtező – 10. csoport)
A 2004-es labdarúgó-Európa-bajnokság selejtezőjének 10. csoportjának mérkőzéseit tartalmazó lapja. A csoportban Írország, Oroszország, Svájc, Grúzia és Albánia szerepelt. A csapatok körmérkőzéses, oda-visszavágós rendszerben játszottak egymással.
Svájc kijutott a Európa-bajnokságra. Oroszország pótselejtezőt játszott, amelyet megnyert és kijutott az Eb-re.

## Tabella
| Hely. | Csapat      | M | Gy | D | V | G+ | G– | Gk | P  | Továbbjutás                           |     | Svájc | Oroszország | Írország | Albánia | Grúzia |
| ----- | ----------- | - | -- | - | - | -- | -- | -- | -- | ------------------------------------- | --- | ----- | ----------- | -------- | ------- | ------ |
| 1.    | Svájc       | 8 | 4  | 3 | 1 | 15 | 11 | +4 | 15 | Kijutott a 2004-es Európa-bajnokságra |     | —     | 2–2         | 2–0      | 3–2     | 4–1    |
| 2.    | Oroszország | 8 | 4  | 2 | 2 | 19 | 12 | +7 | 14 | Pótselejtezőbe került                 |     | 4–1   | —           | 4–2      | 4–1     | 3–1    |
| 3.    | Írország    | 8 | 3  | 2 | 3 | 10 | 11 | −1 | 11 |                                       |     | 1–2   | 1–1         | —        | 2–1     | 2–0    |
| 4.    | Albánia     | 8 | 2  | 2 | 4 | 11 | 15 | −4 | 8  |                                       | 1–1 | 3–1   | 0–0         | —        | 3–1     |        |
| 5.    | Grúzia      | 8 | 2  | 1 | 5 | 8  | 14 | −6 | 7  |                                       | 0–0 | 1–0   | 1–2         | 3–0      | —       |        |

## Mérkőzések
| 2002. szeptember 7. 17:00 (UTC+4) |

| Oroszország                                                  | 4–2               | Írország                 |
| ------------------------------------------------------------ | ----------------- | ------------------------ |
| Karyaka 20' Beszcsasztnih 24' Kerzhakov 71' Babb 88' (öngól) | (2–0) Jegyzőkönyv | Doherty 69' Morrison 76' |

| Lokomotiv Stadion, Moszkva Nézőszám: 26 000 Játékvezető: Claude Colombo (francia) |

| 2002. szeptember 8. 16:00 (UTC+2) |

| Svájc                                          | 4–1               | Grúzia        |
| ---------------------------------------------- | ----------------- | ------------- |
| Frei 37' H. Yakın 62' Müller 74' Chapuisat 81' | (1–0) Jegyzőkönyv | Arveladze 62' |

| St. Jakob Park, Bázel Nézőszám: 20 500 Játékvezető: Vladimir Krisnak (szlovák) |

| 2002. október 12. 20:00 (UTC+2) |

| Albánia    | 1–1               | Svájc        |
| ---------- | ----------------- | ------------ |
| Murati 79' | (0–1) Jegyzőkönyv | M. Yakın 37' |

| Qemal Stafa Stadium, Tirana Nézőszám: 15 000 Játékvezető: Orhan Erdemir (török) |

| 2002. október 16. 17:00 (UTC+4) |

| Oroszország                           | 4–1               | Albánia  |
| ------------------------------------- | ----------------- | -------- |
| Kerzhakov 3' Semak 42' 55' Onopko 52' | (2–1) Jegyzőkönyv | Duro 13' |

| Központi stadion, Volgográd Nézőszám: 18 000 Játékvezető: Leif Sundell (svéd) |

| 2002. október 16. 20:30 (UTC+1) |

| Írország           | 1–2               | Svájc                      |
| ------------------ | ----------------- | -------------------------- |
| Magnin 78' (öngól) | (0–1) Jegyzőkönyv | H. Yakın 45' Celestini 87' |

| Lansdowne Road, Dublin Nézőszám: 35 000 Játékvezető: Rune Pedersen (norvég) |

| 2003. március 29. 18:00 (UTC+1) |

| Albánia                       | 3–1               | Oroszország |
| ----------------------------- | ----------------- | ----------- |
| Rraklli 20' Lala 79' Tare 82' | (1–0) Jegyzőkönyv | Karyaka 76' |

| Loro Boriçi Stadium, Shkodër Nézőszám: 16 000 Játékvezető: Paul Allaerts (belga) |

| 2003. március 29. 18:00 (UTC+4) |

| Grúzia          | 1–2               | Írország             |
| --------------- | ----------------- | -------------------- |
| Kobiashvili 62' | (0–1) Jegyzőkönyv | Duff 18' Doherty 84' |

| Mikheil Meskhi Stadium, Tbiliszi Nézőszám: 10 000 Játékvezető: Kyris Vassaras (görög) |

| 2003. április 2. 18:00 (UTC+5) |

| Grúzia | 0–0         | Svájc |
| ------ | ----------- | ----- |
|        | Jegyzőkönyv |       |

| Mikheil Meskhi Stadium, Tbiliszi Nézőszám: 10 000 Játékvezető: Edo Trivković (horvát) |

| 2003. április 2. 18:30 (UTC+2) |

| Albánia | 0–0         | Írország |
| ------- | ----------- | -------- |
|         | Jegyzőkönyv |          |

| Qemal Stafa Stadium, Tirana Nézőszám: 20 000 Játékvezető: Stefano Farina (olasz) |

| 2003. április 30. 17:00 (UTC+5) |

| Grúzia       | 1–0               | Oroszország |
| ------------ | ----------------- | ----------- |
| Asatiani 12' | (1–0) Jegyzőkönyv |             |

| Mikheil Meskhi Stadium, Tbiliszi Nézőszám: 11 000 Játékvezető: Franz-Xaver Wack (német) |

| 2003. június 7. 16:00 (UTC+1) |

| Írország                     | 2–1               | Albánia  |
| ---------------------------- | ----------------- | -------- |
| Keane 6' Aliaj 90+2' (öngól) | (1–1) Jegyzőkönyv | Skela 8' |

| Lansdowne Road, Dublin Nézőszám: 33 000 Játékvezető: Tomasz Mikulski (lengyel) |

| 2003. június 7. 20:15 (UTC+2) |

| Svájc        | 2–2               | Oroszország                    |
| ------------ | ----------------- | ------------------------------ |
| Frei 13' 15' | (2–1) Jegyzőkönyv | Ignashevich 23' 67' (11-esből) |

| St. Jakob Park, Bázel Nézőszám: 30 500 Játékvezető: Arturo Dauden Ibañez (spanyol) |

| 2003. június 11. 20:15 (UTC+2) |

| Svájc                         | 3–2               | Albánia                       |
| ----------------------------- | ----------------- | ----------------------------- |
| Haas 10' Frei 32' Cabanas 71' | (2–1) Jegyzőkönyv | Lala 22' Skela 86' (11-esből) |

| Stade de Genève, Genf Nézőszám: 26 000 Játékvezető: Steve Bennett (angol) |

| 2003. június 11. 20:30 (UTC+1) |

| Írország              | 2–0               | Grúzia |
| --------------------- | ----------------- | ------ |
| Doherty 43' Keane 59' | (1–0) Jegyzőkönyv |        |

| Lansdowne Road, Dublin Nézőszám: 36 000 Játékvezető: Eduardo Iturralde González (spanyol) |

| 2003. szeptember 6. 17:00 (UTC+1) |

| Írország | 1–1               | Oroszország     |
| -------- | ----------------- | --------------- |
| Duff 35' | (1–1) Jegyzőkönyv | Ignashevich 42' |

| Lansdowne Road, Dublin Nézőszám: 36 000 Játékvezető: Ľuboš Micheľ (szlovák) |

| 2003. szeptember 6. 17:00 (UTC+5) |

| Grúzia                        | 3–0               | Albánia |
| ----------------------------- | ----------------- | ------- |
| Arveladze 8' 43' Ashvetia 17' | (3–0) Jegyzőkönyv |         |

| Boris Paichadze Stadium, Tbiliszi Nézőszám: 18 000 Játékvezető: Nicolai Vollquartz (dán) |

| 2003. szeptember 10. 18:00 (UTC+4) |

| Oroszország                      | 4–1               | Svájc               |
| -------------------------------- | ----------------- | ------------------- |
| Bulykin 19' 32' 58' Mostovoi 72' | (2–1) Jegyzőkönyv | Karyaka 12' (öngól) |

| Lokomotiv Stadion, Moszkva Nézőszám: 28 800 Játékvezető: Pierluigi Collina (olasz) |

| 2003. szeptember 10. 20:00 (UTC+2) |

| Albánia                     | 3–1               | Grúzia        |
| --------------------------- | ----------------- | ------------- |
| Hasi 51' Tare 53' Bushi 80' | (0–0) Jegyzőkönyv | Arveladze 64' |

| Qemal Stafa Stadium, Tirana Nézőszám: 10 500 Játékvezető: Mircea Salomir (román) |

| 2003. október 11. 17:30 (UTC+4) |

| Oroszország                                  | 3–1               | Grúzia      |
| -------------------------------------------- | ----------------- | ----------- |
| Bulykin 29' Tyitov 45+1' Dmitrij Szicsov 73' | (2–1) Jegyzőkönyv | Iashvili 3' |

| Lokomotiv Stadion, Moszkva Nézőszám: 30 000 Játékvezető: Konrad Plautz (osztrák) |

| 2003. október 11. 17:30 (UTC+2) |

| Svájc                | 2–0               | Írország |
| -------------------- | ----------------- | -------- |
| H. Yakın 6' Frei 60' | (1–0) Jegyzőkönyv |          |

| St. Jakob-Park, Bázel Nézőszám: 31 006 Játékvezető: Anders Frisk (svéd) |